# 佳能 EOS-1
EOS-1是在1989年推出、由佳能所製造的專業級35mm底片單眼，該相機在1994年由Canon EOS-1N取代。EOS-1的目標市場是那些曾使用手動FD系統，例如Canon F-1和Canon T90的專業攝影師。EOS-1繼承了Luigi Colani所設計的T90的外型。EOS-1只有單點自動對焦，並有著基本的防塵防滴性能。

## 特色

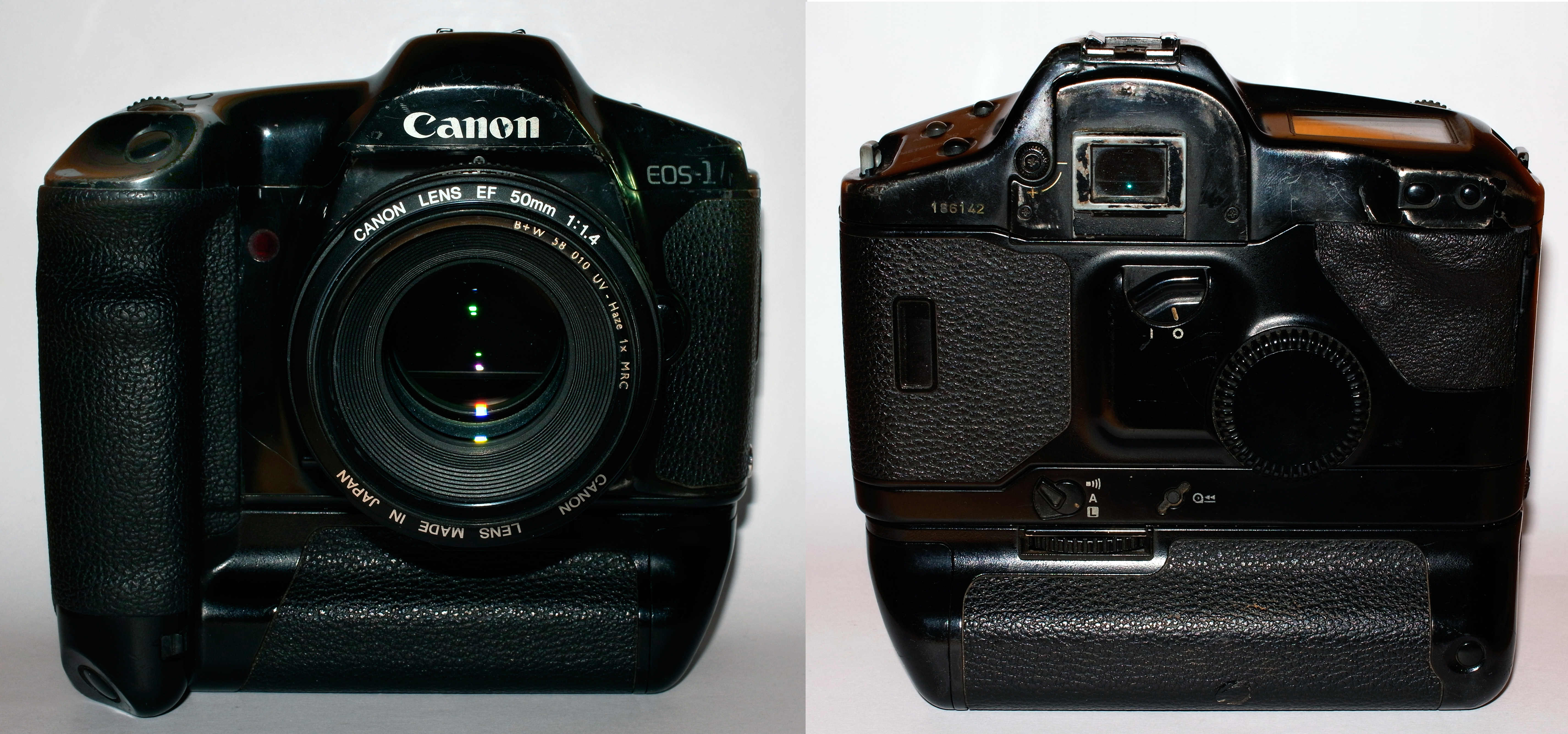
EOS-1裝上PB-E1馬達

在發表時，作為EOS的頂級產品，EOS-1在鋁合金機身上包覆了聚碳酸酯和防滑人工皮革。觀景窗採用的眼平五稜鏡有100%覆蓋率。在所有的曝光模式中都能以1/8000至30秒的快門速度拍攝。相機可有14個自訂功能，讓使用者能自定相機如反光鏡鎖上、回片時留下片頭等。EOS-1使用2CR5電池，可以另外選購裝填鹼性AA電池或鋰電池的BP-E1電池手把，或是可讓EOS-1的連拍速度增加到每秒5.5張的PB-E1 Power Booster drive。相機重890公克（含電池）。

## 背景
EOS-1發表時有兩種版本，一是單機身，另一種是含PB-E1電把的，合稱EOS-1 HS，外加的電池手把可讓HS版以每秒5.5張的速度連拍，主要用於運動攝影。
EOS-1在1994年，EOS-1N發表後即停產。